# Псили
Псили е наименованието на древно племе обитаващо Северна Африка или етническа група.
Псилите са споменати от Херодот, който съобщава преданията за гибелта на това племе — след като силно духащият южен вятър изсушил водоемите в страната им, те му обявили война. Навлизайки в пустинята, южният вятър ги засипал с пясък, а територията им била заета от насамоните..
Според Плиний Стари псилите са племе „завинаги заличено“ в сраженията с техните съседи, насамоните, но въпреки това имало отделни хора оцелели и скрили се в пустинята. Страбон ги споменава като съседи на насамоните и че живеят в „сух и безплоден район“.